# Quino
Quino született Joaquín Salvador Lavado Tejón (Mendoza, 1932. július 17. – Mendoza, 2020. szeptember 30.) argentin képregényalkotó, karikaturista, aki a világhíres Mafalda alkotója.
Spanyol bevándorló szülők gyermekeként született Mendozában (Argentína). Gyerekkorában Quinónak becézték, hogy megkülönböztessék a Joaquín névre hallgató nagybátyától, aki szintén illusztrátor volt.

## Művei

### Mafalda
Az első Mafalda rajzok 1964 szeptemberében jelentek meg.
- Mafalda 1 (1970)
- Mafalda 2 (1970)
- Mafalda 3 (1970)
- Mafalda 4 (1970)
- Mafalda 5 (1970)
- Mafalda 6 (1970)
- Mafalda 7 (1971)
- Mafalda 8 (1972)
- Mafalda 9 (1973)
- Mafalda 10 (1974)
- Mafalda inédita ( 1988)
- 10 años con Mafalda (1991)
- Toda Mafalda (1993)

### Humor
- Mundo Quino (1963)
- ¡A mí no me grite! (1972)
- Yo que usted... (1973)
- Bien gracias, ¿y usted? (1976)
- Hombres de bolsillo (1977)
- A la buena mesa (1980)
- Ni arte ni parte (1981)
- Déjenme inventar (1983)
- Quinoterapia (1985)
- Gente en su sitio (1986)
- Sí, cariño (1987)
- Potentes, prepotentes e impotentes (1989)
- Humano se nace (1991)
- ¡Yo no fui! (1994)
- ¡Qué mala es la gente! (1996)
- ¡Cuánta bondad! (1999)
- Esto no es todo (2002)
- ¡Qué presente impresentable! ( 2005)
- La aventura de comer (2007)